# Cecil Frances Alexander

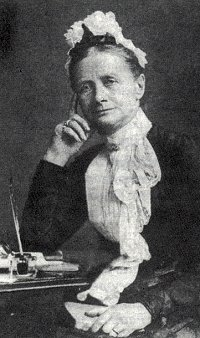
Cecil Frances Alexander, undatierte Fotografie

Cecil Frances Alexander, geborene Humphreys (* April 1818 in Dublin; † 12. Oktober 1895 in Derry), war eine irische Dichterin, vor allem von Kirchenliedern. Unter anderem dichtete sie All Things Bright and Beautiful, There Is a Green Hill Far Away und das Weihnachtslied Once In Royal David’s City.

## Leben

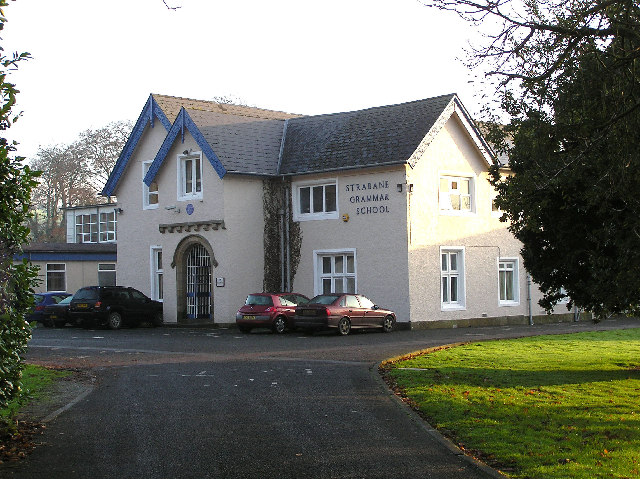
Milltown House, Strabane (später die Strabane Grammar School)

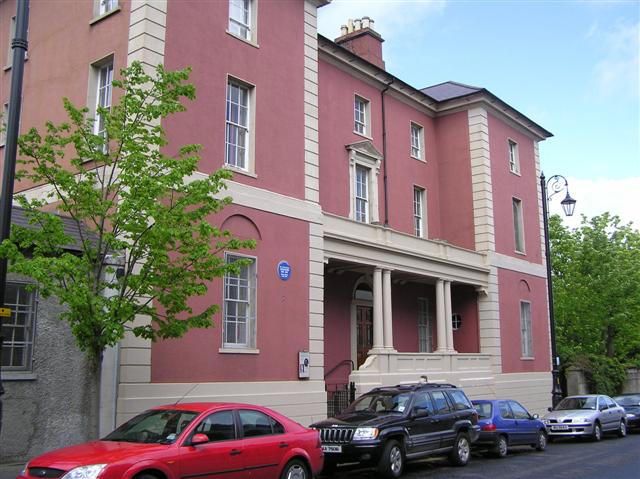
Ehemaliger Bischofspalast in Derry

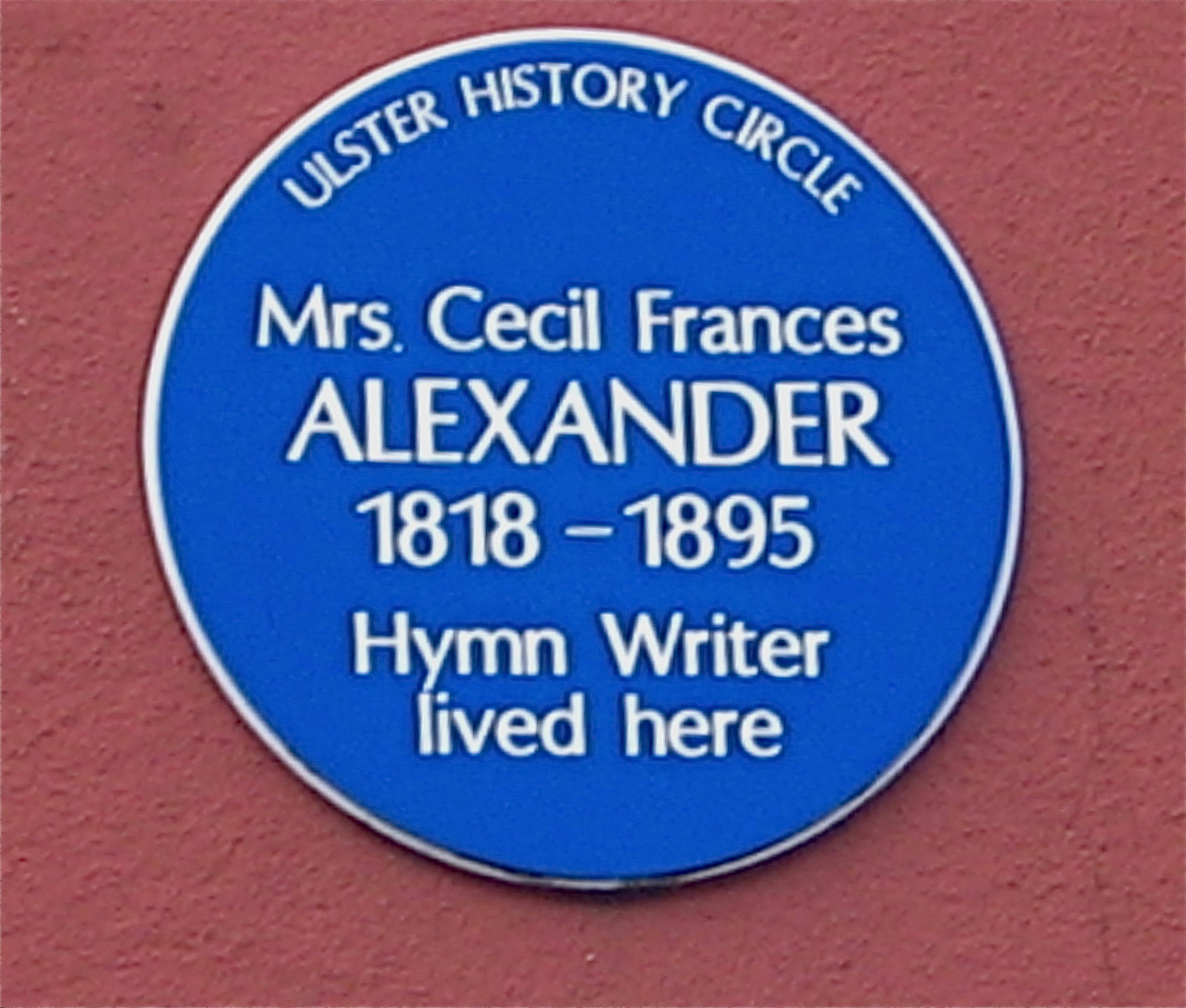
Blue plaque am Bischofspalast

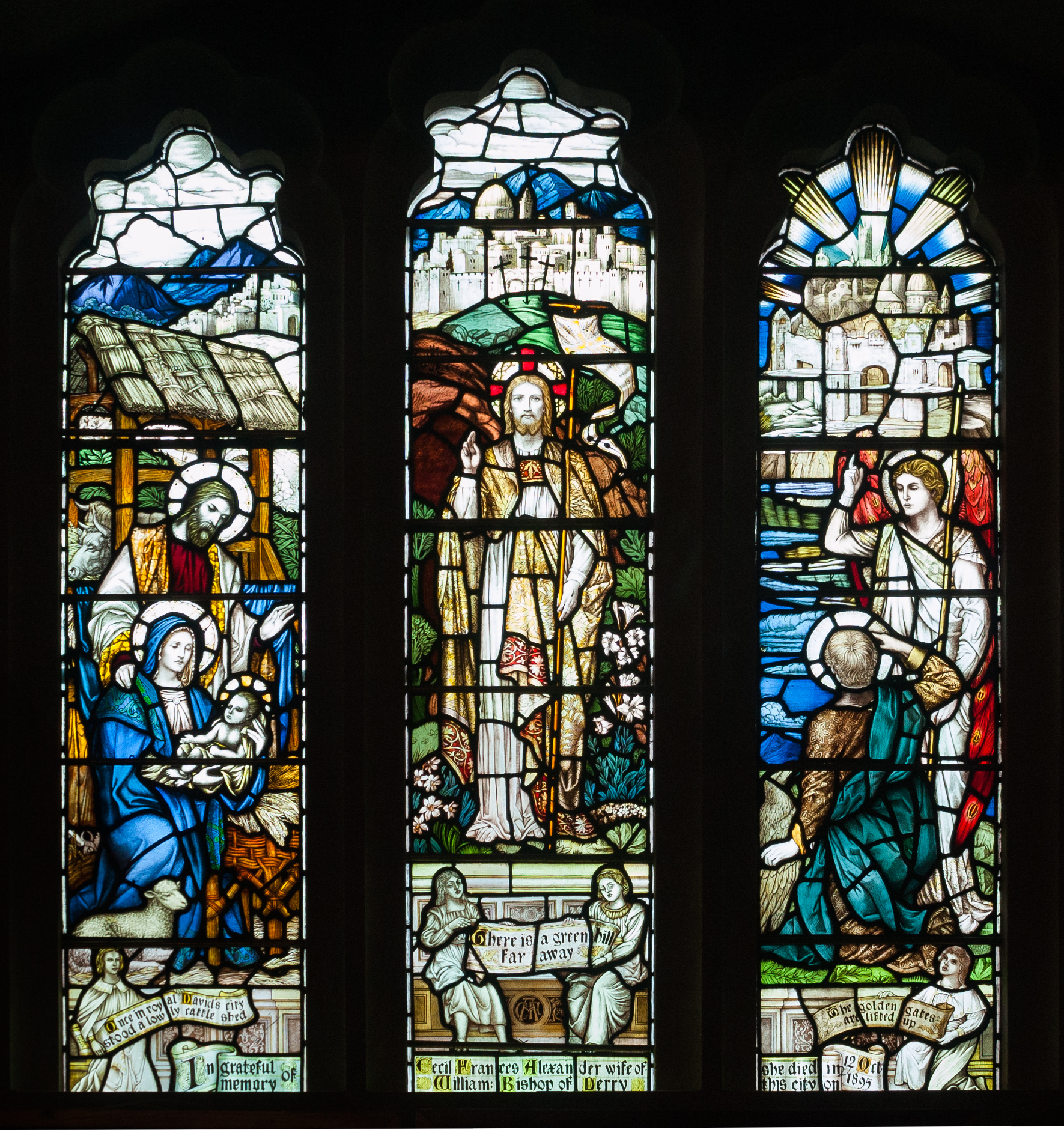
Kirchenfenster zum Gedenken an Cecil Frances Alexander, in der St Columb’s Cathedral in Derry

Alexander wurde in der Eccles Street 25 in Dublin als drittes Kind und zweite Tochter von Major John Humphreys aus Norfolk (Landagent des 4. Earl of Wicklow und später des 2. Marquess of Abercorn) und seiner Frau Elizabeth, geborene Reed, geboren. Sie begann bereits in ihrer Kindheit mit dem Schreiben von Gedichten und wurde dabei von Walter Hook, dem Dean of Chichester, beeinflusst. Ihr späteres religiöses Werk wurde von ihren Kontakten mit der Oxfordbewegung und insbesondere mit John Keble beeinflusst, der Hymns for Little Children, eine ihrer Anthologien, herausgab. In den 1840er Jahren war sie bereits als Verfasserin von Kirchenliedern bekannt, und ihre Texte wurden bald in die Gesangbücher der Church of Ireland aufgenommen. Außerdem verfasste sie unter verschiedenen Pseudonymen lyrische und erzählende Gedichte sowie Übersetzungen französischer Lyrik für das Dublin University Magazine. Ihr 1856 dort anonym veröffentlichtes Burial of Moses bezeichnete Alfred Tennyson als eines der wenigen Gedichte eines lebenden Autors, von dem er sich wünschte, er hätte es geschrieben.
Im Jahr 1833 zog Alexander nach Milltown House in Strabane. Dort veröffentlichte sie eine Reihe christlicher Bücher: Verse for Holy Seasons (1846), die Allegorie für Kinder The Lord of the Forest and His Vassals (1847) und Hymns for Little Children (1848). Gegen Ende des 19. Jahrhunderts erreichten die Hymns for Little Children ihre 69. Auflage. Einige ihrer Lieder, wie All Things Bright and Beautiful, There Is a Green Hill Far Away und das Weihnachtslied Once in Royal David's City, sind bei Christen in aller Welt bekannt, ebenso wie ihre Übertragung von Saint Patrick's Breastplate.
Im Oktober 1850 heiratete sie in Strabane den anglikanischen Geistlichen William Alexander, später Bischof von Derry und Erzbischof von Armagh. Auch ihr Mann schrieb mehrere Gedichtbände, von denen der bekannteste St. Augustine's Holiday and other Poems ist. Sie war sechs Jahre älter als der Geistliche, was in der Familie Besorgnis auslöste.  Aus der Ehe gingen vier Kinder hervor. Ihre Tochter Eleanor Jane Alexander wurde ebenfalls eine Dichterin. Ihr Sohn Robert Jocelyn Alexander (* 1852) kam 1918 bei der Versenkung des Postdampfers RMS Leinster in der Irischen See ums Leben.
Alexander engagierte sich einen Großteil ihres Lebens für wohltätige Zwecke. Mit dem Erlös aus ihren ersten Veröffentlichungen hatte sie den Aufbau der 1846 in Strabane gegründeten Derry and Raphoe Diocesan Institution for the Deaf and Dumb unterstützt. Die Gewinne aus Hymns for Little Children wurden ebenfalls an die Schule gespendet. Sie engagierte sich für das Derry Home for Fallen Women und setzte sich für den Aufbau eines Bezirkskrankenpflegedienstes ein. Sie war eine „unermüdliche Besucherin von Armen und Kranken“. Kritisiert wurde sie für ihre Befürwortung des Klassensystems, wie sie zum Beispiel in der dritten Strophe von All Things Bright and Beautiful zum Ausdruck kommt:
The rich man in his castle,

The poor man at his gate,

God made them high and lowly,

And ordered their estate.
Normalerweise wird diese Strophe bei Aufführungen des Liedes weggelassen, wie in The English Hymnal (1906) und in der überarbeiteten Ausgabe von Hymns Ancient and Modern (1950).

## Nachleben
Sieben Kirchenlieder aus Alexanders Feder wurden in die Ausgabe des Church of Ireland Hymnal von 1873 aufgenommen, und achtzehn ihrer Werke wurden in A Supplement to Hymns Ancient and Modern (1889) veröffentlicht. Sie erfreuen sich nach wie vor großer Beliebtheit, da neun ihrer Werke sowohl in der Ausgabe von 1960 als auch in der Ausgabe von 1987 des Gesangbuchs enthalten sind. Eine posthume Sammlung ihrer Gedichte wurde 1896 von William Alexander unter dem Titel Poems of the late Mrs Alexander veröffentlicht.
Alexander starb im Bischofspalast in Derry und wurde auf dem Stadtfriedhof von Derry beigesetzt. Ihr Ehemann, der 1911 starb, ist neben ihr begraben. Das Grab wurde 2006 von den Friends of St Columba's Cathedral restauriert. Eine Blue Plaque des Ulster History Circle wurde zu ihrem Gedenken am 14. April 1995 enthüllt.
1913 wurde in der nördlichen Vorhalle der St Columb’s Cathedral in Derry ein Glasfenster von James Powell and Sons zu ihrem Gedenken eingebaut, das durch Spenden finanziert wurde. Die drei Flügel des Fensters beziehen sich auf drei ihrer Lieder und zeigen entsprechende Szenen aus Once in Royal David's City, There Is a Green Hill Far Away und The Golden Gates Are Lifted Up.
Das ehemalige Haus der Familie Alexander in Strabane, Milltown House, wurde später zur Strabane Grammar School, und eine Gedenktafel erinnert an ihren Aufenthalt dort. Die Schule räumte das Gebäude im Jahr 2020.
Lukas Media LLC (FishFlix) veröffentlichte 2011 den abendfüllenden Dokumentarfilm Friends in Jesus DVD, The stories and Hymns of Cecil Frances Alexander and Joseph Scriven. Der 45-minütige Dokumentarfilm erzählt über das Leben von Cecil Frances Alexander und ihren Einfluss auf christliche Kirchenlieder.